# Huel
Huel — порошковый заменитель еды, а также название компании, которая его выпускает. Основной продукт компании Huel Powder предназначен для удовлетворения всех ежедневных потребностей организма человека в витаминах, минералах, белках, жирах и углеводах. Huel производится из овса, рисового белка, горохового белка, подсолнечника, семечек льна, кокосового триглицеридного масла и нескольких пищевых добавок (витамины и минералы). Доходы компании Huel в 2017 году составили 14 миллионов фунтов стерлингов. Она считается одной из самых быстрорастущих компаний в Великобритании.

## История
Компания Huel была основала Джулианом Херном в 2014 году в Эйлсбери, Англия, где она сейчас и базируется. Оригинальный рецепт продукта был составлен квалифицированным диетологом Джеймсом Кольером с целью предоставления рекомендованного дневного количества питательных веществ, как это предусмотрено Европейским агентством по безопасности продуктов питания.
Название Huel является слиянием двух английских слов «human» и « fuel», и подразумевает собой «топливо для человека».
Заменитель еды Huel начал продаваться в Великобритании в июне 2015 года. Безглютеновая версия была запущена в 2016 году. В 2016 году Huel начал поставки своей продукции Европу, а в 2017 году стал доступен в Соединенных Штатах.
Как заявляет Huel, по состоянию на 2018 год, компания продала более 20 миллионов упаковок своего продукта более чем 80 странах мира.
В ноябре 2017 года бывший исполнительный директор Life Health Foods UK Джеймс Макмастер был назначен новым генеральным директором Huel. Джеймс Макмастер присоединился к Huel, чтобы помочь с реализацией «глобальных амбиций» одного из основателей Джулиана Херна, поскольку в 2018 году компания готовится начать выпуск нового ассортимента продуктов.

## Продукция
Изначально Huel продавался только в порошкообразной форме но, с течением времени, ассортимент продукции расширялся, предлагая твердые варианты своего товара.
В стандартной порции порошка Huel содержится около 500 ккал.

### Huel Powder
Первый продукт Huel был выпущен в 2015 году, и с тех пор несколько раз менял свой состав. По состоянию на 2018 год порошок упаковывается в пакеты по 1,75 кг и продается в розницу или по подписке. В качестве основного ингредиента выступает овес, рисовый и гороховый белок а также микроэлементы.

### Huel Bars
Представляет собой батончик для перекуса. Производство было запущено в 2017 году.

### Huel Granola
Гранола Huel в основном состоит из овса. Первые партии были запущены в производство в 2018 году.

### Ароматизаторы
По состоянию на 2018 год, компания Huel продает 11 различных ароматизаторов. Они не имеют питательной ценности и используются как дополнение для смесей Huel Powder.

## Пищевая ценность
Huel состоит на 30 % из белка, 30 % из жира, 37 % из углевода и 3 % составляет клетчатка.

## Отзывы
В 2017 году журнал Forbes перечислил Huel среди лучших «средств, чтобы поддерживать свою форму и здоровье». Британская газета The Telegraph после недельного исследования резюмировала, что Huel «очень хорош», но лучше его использовать лишь изредка. Журнал Coach описывает вкус Huel как «не впечатляющий», хотя и отмечает, что вкус может быть значительно улучшен с помощью ароматизаторов.
В феврале 2017 года журналист The Telegraph докладывал о проблемах, с которыми он сталкивается, при попытке перейти на диету на основе Huel. Он резюмировал: «Я прилагаю большие усилия, чтобы достичь дневного рациона где-то на 2000 калорий. Мне было скучно кушать одно и то же все время, но я потерял более трех килограмм веса и чувствовал себя здоровым на протяжении всего эксперимента».

### Похожие продукты
- Сойлент
- Ambronite
- Ensure
- SlimFast[англ.]